# Corey Kluber
Corey Scott Kluber (né le 10 avril 1986 à Birmingham, Alabama, États-Unis) est un lanceur droitier des Ligues majeures de baseball jouant avec les Indians de Cleveland.
Surnommé « Klubot, », Kluber remporte le trophée Cy Young du meilleur lanceur de la Ligue américaine en 2014 et 2017.

## Carrière
Joueur à l'Université Stetson à DeLand en Floride, Corey Kluber est un choix de quatrième ronde des Padres de San Diego en 2007. Alors qu'il évolue en ligues mineures, il est échangé aux Indians de Cleveland en retour du lanceur Jake Westbrook dans une transaction à trois équipes impliquant San Diego, Cleveland et Saint-Louis.
Lanceur partant dans les mineures, Kluber fait ses débuts dans le baseball majeur comme lanceur de relève pour les Indians le 1er septembre 2011.

### Saison 2014

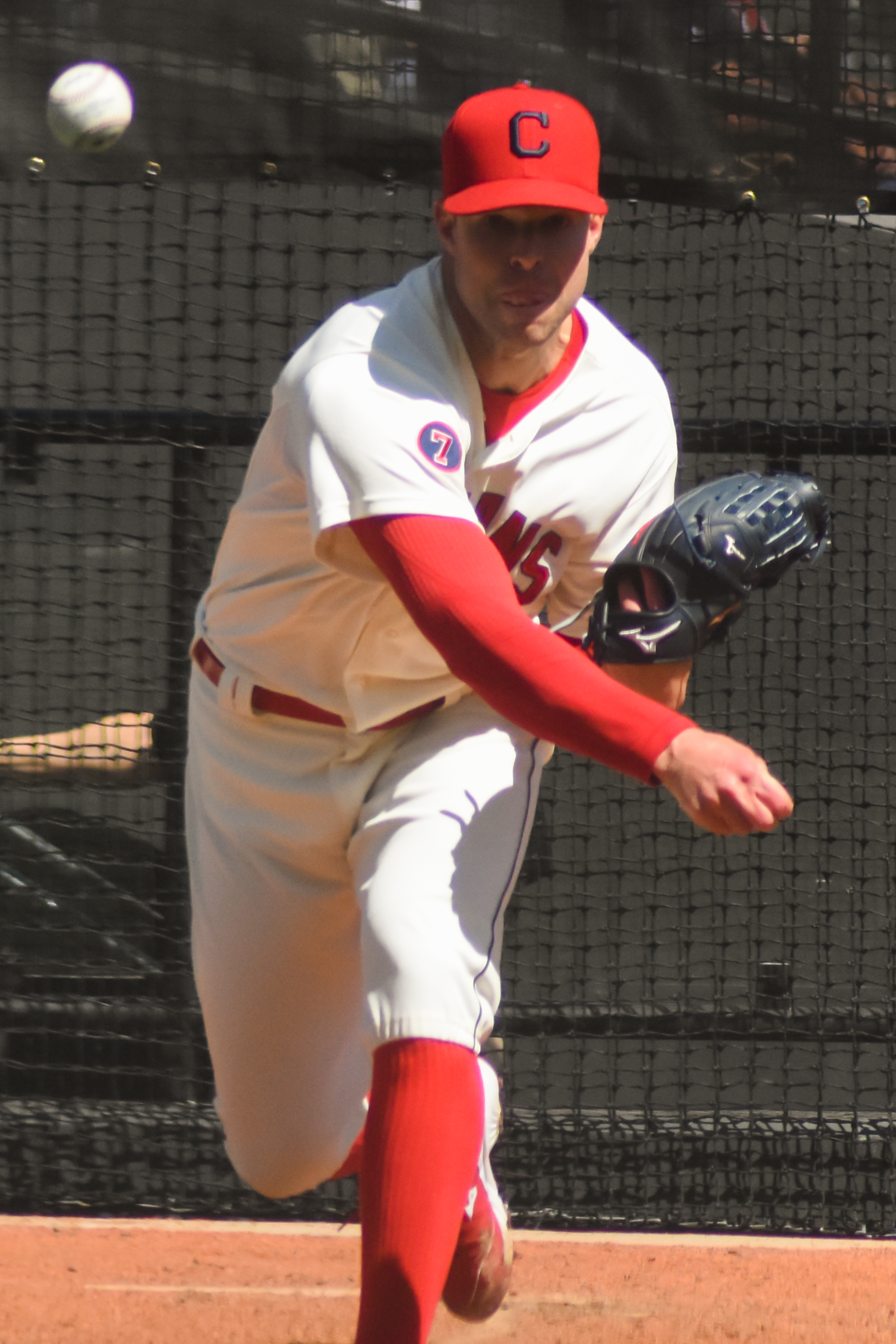
Corey Kluber en 2015.

Le 4 mai 2014 contre les White Sox de Chicago, Kluber établit un record des Indians en retirant sur des prises 7 adversaires de suite, un de mieux que la précédente marque partagée par Bob Feller, Chuck Finley, Bartolo Colón et Mitch Talbot. Il est nommé meilleur lanceur du mois de septembre dans la Ligue américaine.
Il offre de solides performances en 2014 et est le meilleur lanceur des Indians avec 17 victoires et 9 défaites en 33 départs, 258 retraits sur des prises, et une moyenne de points mérités de seulement 2,53 en 227 manches et deux tiers lancées. Il remporte le trophée Cy Young du meilleur lanceur de la Ligue américaine en remportant le vote annuel par 10 points sur l'ancien gagnant Felix Hernandez.

### Saison 2015
Le 5 avril 2015, Kluber signe une prolongation de contrat qui le lie aux Indians jusqu'à la fin de la saison 2019 et qui contient des options pour les saisons 2020 et 2021. L'entente de 5 ans garantit 38,5 millions de dollars à Kluber mais les deux années d'option et différentes primes associées à la performance ont le potentiel d'augmenter ses revenus à 77 millions de dollars sur ces 7 années.
À l'image du reste de son équipe, il connaît un lent départ en 2015. Après ses 7 premiers départs, il a 5 défaites, a alloué 28 points et sa moyenne de points mérités s'élève à 5,04. Il renverse la vapeur et mérite sa première victoire de l'année le 13 mai contre les Cardinals de Saint-Louis, qui le privent d'un match sans coup sûr après 7 manches et deux tiers. Durant 8 manches lancées au cours desquelles il ne donne qu'un coup sûr aux Cardinals, Kluber amasse 18 retraits sur des prises, le plus grand nombre par un lanceur des Indians depuis le record d'équipe de 19 établi par Luis Tiant le 3 juillet 1968.

### Saison 2016
Kluber est invité au match des étoiles 2016. Entré dans le match comme releveur, il est lanceur gagnant dans la victoire de 4-2 des étoiles de la Ligue américaine sur leurs homologues de la Ligue nationale.

### Saison 2017
Kluber mène le baseball majeur pour la moyenne de points mérités (2,25 en 203 manches et deux tiers lancées), les victoires (18 contre 4 défaites), les matchs complets (5) et les blanchissages (3) en 2017, et il reçoit son second trophée Cy Young du meilleur lanceur de la Ligue américaine.
En juin 2017, Kluber est nommé meilleur lanceur du mois dans la Ligue américaine pour la 3e fois de sa carrière après avoir, en 6 départs durant cette période, maintenu une moyenne de points mérités de 1,26 et retiré 64 frappeurs sur des prises en 43 manches. Ses 64 retraits sur des prises sont le total le plus élevé en un mois par un lanceur de Cleveland depuis les 71 de Sam McDowell en mai 1970.
Du 14 juin au 4 juillet 2017, Kluber accomplit ce qu'aucun lanceur de Cleveland n'avait réussi avant lui : durant 5 départs consécutifs, il réussit au moins 10 retraits sur des prises, battant le record d'équipe de 4 performances du genre consécutives lancées par Bob Feller à ses trois derniers départs en 1938 et à son premier de la saison 1939.
Kluber est invité au match des étoiles 2017, honorant sa deuxième sélection en deux ans. 
Avec 5 victoires, une défaite, une moyenne de points mérités de 1,96 en six départs et 54 retraits sur des prises contre seulement 6 buts sur balles, Kluber est nommé lanceur du mois dans la Ligue américaine.